# F12 Fajak
F12 Fajak är en segelbåt i glasfiber byggd på IW-varvet i Henån. Konstruktör var Torsten Gustavsson. Båten är delvis öppen, med en kapp i fören.
De första exemplaren hade enkelskrov som senare ersattes med dubbla skrov med distansmaterial emellan. De allra tidigaste båtarna hade ihålig sänkköl som kunde fyllas med blytackor. Sänkkölen ersattes efter en tid med uppfällbart centerbord med en påbultad blybarlast längst ned. I början var detta centerbord av galvaniserad plåt, men på de senare båtarna (de med dubbelskrov) gjordes centerbordet av aluminium med påbultad blybarlast.
Masten är placerad på rufftaket, och var till en början partialrigg. Senare exemplar har en masthead-rigg.